# 槍彈王者
槍彈王者是一名在知名電玩《湯姆克蘭西：全境封鎖》中出現的 非玩家角色 （NPC）。

遊戲的早期版本允許玩家反覆殺死遊戲中有名字的黃色菁英怪，如果不殺光菁英怪周圍的小兵，菁英怪便可無限重生。這樣一來，玩家便可不斷的獲得菁英怪掉落的紫裝和金裝等高級裝備，以及掉落率極低的稀有步槍「蛇杖」。 由於槍彈王者是所有出怪點離安全藏身處(秋之回憶)最近的，因此一時聲名大噪。槍彈王者同時還是電動遊戲《天命》的頭號粉絲。
許多知名的國內外遊戲新聞網和Youtuber諸如 Kotaku，Rock, Paper, Shotgun，Gamespot，Eurogamer均紛紛報導。

## 遊戲修正
2016年3月22日，Ubisoft 在遊戲的1.0.2版本更新後，終於修正了此Glitch。
值得注意的是，槍彈王者在官方的初步更新後仍然頑強的存活了下來，迫使 Ubisoft 不得不再次停機，使他得以安息而不再復生，但「沒有人能夠阻止槍彈王者重生」的預言早已不脛而走，有一部分玩家仍然深信，槍彈王者將會再度重生。槍彈王者是近年來最受全球玩家喜愛的反派NPC。

Ubisoft 當天在官方粉絲團也張貼了：「隨著 The Division《‪#全境封鎖‬》伺服器維護作業仍在持續進行當中，在此我們想要特別花點時間來緬懷受人敬愛的槍彈王者！」